# Lo scherzo perfetto
Lo scherzo perfetto è stato un programma televisivo italiano in onda dal 9 marzo al 13 aprile 2017 in prima serata su Italia 1, con la conduzione di Teo Mammucari.

## Il programma
Il programma consiste nella ricerca dello scherzo perfetto. Gli "scherzatori" si presentano prima alle audizioni con uno scherzo creato e ideato da loro e sarà Marco Balestri a decidere se passano allo step seguente. Superate le audizioni, ai concorrenti saranno forniti gli strumenti per creare altri scherzi molto più professionali e ne decideranno uno da presentare alla giuria della puntata. La giuria, per ogni puntata, sceglierà due concorrenti da portare in finale.
I concorrenti sono composti sia da persone comuni, sia da professionisti già noti nel mondo televisivo. Tra i partecipanti, infatti, sono comparsi la showgirl Aura Rolenzetti, l'attrice e doppiatrice Monica Volpe, il duo comico dei Mammuth, Alessandro Cantarella (autore e attore di numerosi programmi televisivi) e LALE (uno dei player dei TheShow e attore del programma Scherzi a Parte), sebbene al momento della presentazione non sia stato fatto alcun cenno alla loro precedente carriera. Mentre, tra i finalisti del programma troviamo Marco Belletz, Domenico Papeo e The Fools.

### Giuria
| Puntata | Giudice fisso                                              | Giudici ospiti                    |
| ------- | ---------------------------------------------------------- | --------------------------------- |
| 1       | Gene Gnocchi come "Genuel" (Manuel Agnelli)                | Alessia Macari                    |
| 2       | Gene Gnocchi come "Genez" (Fedez)                          | Alessia Macari, Antonella Mosetti |
| 3       | Gene Gnocchi come "Genevacciuolo" (Antonino Canavacciuolo) | Elenoire Casalegno                |
| 4       | Gene Gnocchi come "Gnorgan" (Morgan)                       | Valeria Marini                    |
| 5       | Gene Gnocchi come "Gene-Ax" (J-Ax)                         | Dayane Mello, Cicciolina          |
| 6       | Gene Gnocchi come "Gene Gennucari" (Teo Mammucari)         | Simona Ventura                    |

## Edizioni
| Edizione | Inizio       | Fine           | Puntate | Presentatore  | Finalisti                              | Vincitore     | Telespettatori | Share | Sede                        |
| -------- | ------------ | -------------- | ------- | ------------- | -------------------------------------- | ------------- | -------------- | ----- | --------------------------- |
| 1        | 9 marzo 2017 | 13 aprile 2017 | 6       | Teo Mammucari | Marco Belletz Domenico Papeo The Fools | Marco Belletz | 1 432 000      | 7,00% | Studio 5 di Cologno Monzese |

## Ascolti

### Prima edizione
| Puntata | Messa in onda  | Telespettatori | Share | Fonte |
| ------- | -------------- | -------------- | ----- | ----- |
| 1       | 9 marzo 2017   | 2 066 000      | 9,74% | [ 2 ] |
| 2       | 16 marzo 2017  | 1 558 000      | 7,69% | [ 3 ] |
| 3       | 23 marzo 2017  | 1 438 000      | 7,17% | [ 4 ] |
| 4       | 30 marzo 2017  | 1 153 000      | 5,87% | [ 5 ] |
| 5       | 6 aprile 2017  | 1 209 000      | 5,76% | [ 6 ] |
| 6       | 13 aprile 2017 | 1 173 000      | 5,72% | [ 7 ] |
| Media   | Media          | 1 432 000      | 7,00% |       |